# Pere Puig i Llensa
Pere Puig i Llensa (Blanes, La Selva, 26 d'octubre de 1907— Blanes, La Selva, 14 de novembre de 2002) fou un escriptor.

## Biografia
Va estudiar comerç al Col·legi Santa Maria. De professió era pagès, però des de molt jove es va dedicar també a escriure articles periodístics, obres de teatre i poesia. El 1934 va ser elegit regidor de l'Ajuntament per Acció Catalanista. També va presidir el Centre Catòlic.
Sempre es va implicar molt en la vida cultural, social i política de la vila de Blanes i de tota la comarca.

## Obres
Va ser redactor de la revista Patufet i de la revista Recull. També va escriure en castellà, obligat per les circumstàncies de l'època.
Com a poeta va guanyar diversos premis: la Flor Natural en els Jocs Florals de Barcelona i a Malgrat de Mar el 1934.

### Poesia
- El primer dall (1958)
- El segon dall (1977)
- El tercer dall (1992)
- Goigs a la Mare de Déu del Vilar

Poemes presentats als Jocs Florals de Barcelona
- Retorn (1930)
- La dona clara (1930)

### Teatre
- L'infant del pessebre (1927)
- La llum de Jesús (1928)
- Pastors i misteris (1930), versió dels Pastorets, encara es representa actualment
- La mare morta (1930)